# Cosmorhoe albomarginata
Cosmorhoe albomarginata là một loài bướm đêm trong họ Geometridae.